# Conistra asiatica
Conistra asiatica là một loài bướm đêm trong họ Noctuidae.